# Островський Григорій Семенович
Григо́рій Семе́нович Остро́вський (1 жовтня 1929 Ленінград — 1 жовтня 2007 Тель-Авів) — український мистецтвознавець, художній критик, письменник.

## Життєпис
Народився в Ленінграді. 1941 року батька мобілізовано, а родину з дітьми евакуйовано в Казань. Вивчав історію мистецтва у Ленінградському університеті. Тема дипломної роботи звучала як «Німецька графіка доби Великої селянської війни (XVI ст.)». 1951 року завершив навчання і був скерований до Львова на роботу у Львівську картинну галерею. 1953 року одружився. 1954 року народився син Ігор.
1955 року під керівництвом Островського виходить перший за радянських часів каталог Львівської картинної галереї. Організував розбудову приміщень галереї. Згодом звільнений. Працював в Українському поліграфічному інституті імені Івана Федорова у Львові. Серед учнів: Олександр Іванченко. 1968 року в Ленінграді захистив кандидатську дисертацію. Протягом трьох років доцент художньо-графічного факультету Карачаєво-Черкеського педінституту. Член Спілки художників УРСР. Докторська дисертація під назвою «Народна художня культура російського міста XVIII — поч. XX ст.» фактично була присвячена примітивному народному мистецтву, отримала виключно схвальні відгуки і рецензії. Однак присвоєння ступеня у 1983 році заблокували представники Академії мистецтв СРСР у ВАК. Приводом визнано «шкідливість» дисертації для радянського мистецтва, викривлення ленінського вчення. Після чотирьох експертиз комісії з марксистсько-ленінської естетики роботу було знято з обговорення. 1989 року новий склад ВАК без жодних змін у дисертації затвердив її і захист успішно відбувся.

## Творчість
Островський — автор великої кількості наукових та публіцистичних статей, путівників, монографій. Бібліографічний показник Островського від 2006 року налічує 1900 позицій, серед них переклади 20-ма мовами. Серед монографій зокрема «Іван Труш» (Київ, 1955), «А. Манастирський» (Київ, 1958), «Антон Михайлович Кашшай» (Москва, 1962), «Художники радянського Закарпаття» (1968), «Львов» (Ленінград, 1975), «Художественные музеи Львова» (Ленінград, 1978), «Захарий Зограф» (1987, накладом 75 тис. примірників), «Роман Сельський» (1988), «Добрий лев Марії Примаченко» (1990), «Григорій Сорока» (1993) «Искусство примитивов» (Тель-Авів, 2003). Автор розділів 5-6 томів «Історії українського мистецтва» (Київ, 1967, 1968).
1992 року виїхав із дружиною до Ізраїлю, де оселився в Тель-Авіві, в районі Кир'ят-Шолом. 5 років викладав у Єрусалимському університеті. 2005 року померла дружина. Помер 1 жовтня 2007 у Тель-Авіві.